# Warhammer Online: Age of Reckoning
Warhammer Online: Age of Reckoning (deutsch Zeitalter der Abrechnung), kurz WAR, ist ein in der Warhammer-Spielwelt angesiedeltes Massen-Mehrspieler-Online-Rollenspiel (englisch Massively Multiplayer Online Role-Playing Game, kurz MMORPG) des Spieleentwicklers Mythic Entertainment.
Wie jedes MMORPG kann Warhammer Online nur über das Internet mit anderen Spielern gespielt werden. Hauptaugenmerk des Spiels liegt auf einem Realm-vs.-Realm-Konzept (bekannt aus dem MMORPG Dark Age of Camelot, ebenfalls von Mythic Entertainment), bei dem Spieler mehrerer Parteien gemeinsam gegeneinander antreten.
Der Spielbetrieb wurde am 18. Dezember 2013 eingestellt.
Seit dem 14. Juni 2014 gibt es einen aktiven Privatserver "Return of Reckoning".

## Spielwelt
Mythic Entertainment steht für Warhammer Online die Warhammer-Fantasy-Lizenz von Games Workshop zur Verfügung. Die Spielwelt ist aufgeteilt in drei Konflikte, die sich wiederum in mehrere verschiedene Zonen unterteilen, in denen jeweils zwei der sechs Völker Krieg führen.
Die Spielwelt umfasst das an das reale Europa angelehnte Gebiet der Alten Welt sowie den Kontinent Ulthuan, der mit dem mythologischen Atlantis verglichen werden kann. Abhängig von dem für den eigenen Charakter gewählten Volk beginnt der Spieler in den Gebieten eines der drei verfügbaren Völkerpaare, kann diese aber jederzeit verlassen, um andere Gegenden zu erkunden.

### Völker
Jeweils drei Völker haben sich zu einer der beiden großen Fraktionen, den Armeen der Ordnung und Zerstörung, zusammengeschlossen. Die Angehörigen der Ordnungsarmeen sind das Imperium, die Hochelfen und die Zwerge, während die Armeen der Zerstörung die Völker der Grünhäute, das Chaos und die Dunkelelfen beinhalten.

### Karrieren
| Volk | Tank                     | Nahkämpfer     | Fernkämpfer     | Heiler            |
| --- | ------------------------ | -------------- | --------------- | ----------------- |
| Chaos | Auserkorener             | Chaosbarbar    | Magus           | Zelot             |
| Dunkelelf | Schwarzer Gardist*       | Hexenkriegerin | Zauberin        | Jünger des Khaine |
| Grünhaut | Schwarzork               | Spalta**       | Squigtreiba     | Schamane          |
| Hochelf | Schwertmeister           | Weißer Löwe    | Schattenkrieger | Erzmagier         |
| Imperium | Ritter des Sonnenordens* | Hexenjäger     | Feuerzauberer   | Sigmarpriester    |
| Zwerg | Eisenbrecher             | Slayer**       | Maschinist      | Runenpriester     |
| * Diese Karriere wurde am 11. Dezember 2008 per Patch hinzugefügt. ** Diese Karriere wurde am 4. März 2009 per Patch hinzugefügt. |                          |                |                 |                   |

Jedem der sechs Völker stehen vier aus insgesamt vierundzwanzig Karrieren zur Verfügung. Jede Karriere lässt sich einem von vier Archetypen zuordnen, wobei diese nur einen groben Rahmen vorgeben und den Spieler in keine spezifische Rolle zwingen.
- Der Tank hat primär eine defensive Rolle und beschützt seine (verwundbaren) Mitstreiter.
- Der Nahkämpfer teilt primär Schaden aus, hat jedoch eine geringere Verteidigung als der Tank.
- Der Fernkämpfer teil ebenfalls primär Schaden aus, jedoch auf hoher Reichweite, was ihn im Nahkampf besonders verwundbar macht.
- Der Heiler hält verbündete Kämpfer am Leben oder stärkt sie im Kampf.

Abhängig vom gewählten Volk und Klasse unterscheiden sich die Karrieren, auch wenn sie demselben Archetyp angehören. Grundsätzlich existiert aber zu jeder besonderen Fähigkeit ein passendes Gegenstück in den anderen Fraktionen, um faire Kämpfe auch ohne identische bzw. gespiegelte Klassen zu ermöglichen.
Am 11. Juli 2008 gab Mark Jacobs in einem Interview bekannt, dass vier der vierundzwanzig Karrieren nicht rechtzeitig zur Veröffentlichung fertiggestellt werden konnten. Am 11. Dezember 2008 wurden die Karrieren Schwarzer Gardist und Ritter des Sonnenordens per Patch hinzugefügt. Am 4. März 2009 folgten die beiden letzten Karrieren Spalta und Slayer. Der ursprünglich geplante Hammerträger wurde zu Gunsten des Slayers verworfen.

## Spielprinzipien

### Realm vs. Realm
Das Spielprinzip Realm versus Realm (RvR), das Mythic Entertainment als Marke verwendet, kam zuerst bei Dark Age of Camelot zum Einsatz, wobei das Hauptaugenmerk des Spiels nicht auf Kämpfe gegen Nichtspielercharaktere, sondern auf Schlachten gegen Spieler der gegnerischen Fraktion gelegt wird. Im Gegensatz zu gewöhnlichen Player-versus-Player-Systemen (PvP) gilt es nicht nur, einzelne Kämpfe zu gewinnen, sondern zusammen mit anderen Spielern der eigenen Fraktion größere Ziele zu erreichen. Hierfür bietet Warhammer Online mehrere Schlachtfeldziele und Festungen, die von Spielern für ihre Fraktion eingenommen und beansprucht werden können. Abhängig von dem so gewonnenen oder verlorenen Einfluss passen sich die vorhandenen Konfliktherde und umkämpften Gebiete dynamisch an. Hierdurch ist es beispielsweise möglich, sich durch gute Zusammenarbeit nach und nach tief in das vom Feind kontrollierte Gebiet vorzukämpfen, um schließlich dessen Hauptstadt zu erobern.

### Gilden
Gilden sind Zusammenschlüsse mehrerer Spieler, um gemeinsam Ziele zu erreichen. Das Spielsystem fördert dies, indem sich Gilden gewisse Erfolge und Spielinhalte freispielen können. Sammeln die Spieler einer Gilde für diese genügend Erfahrungspunkte, steigt die Gilde wie ein Spieler um eine Stufe auf. So lassen sich mit der Zeit beispielsweise Gildenwappen, Standarten, gemeinsame Schatztruhen und weitere Vorteile erspielen, die Spielern ohne Gilde verwehrt bleiben.

### Handwerk
Jeder Charakter kann bei entsprechenden Ausbildern die Grundlagen von zwei der sechs verfügbaren Berufe erlernen. Dabei muss er sich für einen Handwerks- und einen Sammelberuf entscheiden. Die Berufe können auch nachträglich noch gewechselt werden, jedoch muss der neue Beruf von Grund auf neu erlernt werden. Um Fortschritte zu erzielen, reicht es aus, die Fähigkeiten normal anzuwenden. Abhängig von den verwendeten Rohmaterialien bzw. der Stufe der Gegenstände ergibt sich eine gewisse Chance, im jeweiligen Handwerk besser zu werden.
Es gibt keine festen Rezepte zur Herstellung eines Gegenstandes. Vielmehr wird abhängig von den verwendeten Materialien ein zufälliger Gegenstand generiert, wobei es keine Garantie gibt, dass der gewünschte Effekt auch wirklich auf dem Endprodukt zu finden sein wird. Umgekehrt kann es auch passieren, dass der Effekt durch Glück zusätzlich verstärkt wird. Direkt ausrüstbare Gegenstände, wie beispielsweise Waffen oder Rüstungen, können zurzeit nicht hergestellt werden.
| Sammelberufe | Handwerksberufe |
| --- | --- |
| Anpflanzen: Durch Verarbeitung von Samen, Sporen und anderen Rohstoffen werden Zutaten für die Pharmazie erzeugt.                                                           | Pharmazie: Tränke, Pulver und Lotionen, die den Spielercharakter stärken oder heilen, können mit Pharmazie aus einem Behälter, einer Hauptzutat und ergänzenden Zutaten produziert werden.                                                       |
| Ausschlachten: Besiegte Tiere und tierähnliche Monster können ausgeweidet werden, um Knochen, Haut, Gedärme, Blut und andere Materialien für die Pharmazie zu erlangen.     | Pharmazie: Tränke, Pulver und Lotionen, die den Spielercharakter stärken oder heilen, können mit Pharmazie aus einem Behälter, einer Hauptzutat und ergänzenden Zutaten produziert werden.                                                       |
| Plündern: Aus besiegten humanoiden Gegnern können (abgesehen von SC) zusätzlich zur normalen Beute Zutaten für die Talisman-Herstellung gewonnen werden.                    | Talisman-Herstellung: Talismane, mit denen Ausrüstungsgegenstände geschmückt und verbessert werden können, werden aus einem Behältnis und einem Fragment, sowie optional je einer Kuriosität, einer Gold- und einer Magieessenz zusammengesetzt. |
| Magisches Verwerten: Aus magischen Gegenständen können Zutaten für die Talisman-Herstellung gewonnen werden, nämlich Magieessenzen und ihre Vorformen, Echos und Geflüster. | Talisman-Herstellung: Talismane, mit denen Ausrüstungsgegenstände geschmückt und verbessert werden können, werden aus einem Behältnis und einem Fragment, sowie optional je einer Kuriosität, einer Gold- und einer Magieessenz zusammengesetzt. |

### Individualisierung
Die Möglichkeiten zur Individualisierung des Spielercharakters sind anfangs auf optische Merkmale begrenzt, da zunächst alle Figuren einer Karriere dieselben Attribute und andere Spielwerte besitzen. Der Einsatz von Ausrüstungsgegenständen ist zu Beginn des Spiels die wichtigste Option zur Individualisierung von Spielwerten. Spezielle Ausbilder ermöglichen bei jedem Levelaufstieg im fortgeschrittenen Spiel eine Spezialisierung auf einen der drei Pfade pro Klasse. Dies richtet einen Charakter beispielsweise auf Heilung oder auf die Defensive aus. Außerdem besitzt jeder Charakter verschiedene Taktiken, passive Fähigkeiten, die man durch Levelaufstiege oder besondere Erfolge erhält. Taktiken verleihen dem Charakter jeweils spezielle, starke Attributssteigerungen oder ähnliches; ihr Einsatz lässt sich vor jedem Kampf neu festlegen. Ebenfalls austauschbar sind Moralfähigkeiten, die im Kampf erst nach einiger Zeit aktiviert werden können.
Für besondere Erfolge im Spiel erhält man Trophäen, also Gegenstände, die man an verschiedenen Plätzen an den Charakter anbringen kann, die jedoch den Charakter nicht stärken. Außerdem kann man aus im Spielverlauf durch Heldentaten, Entdeckungen oder Erfahrungen freigeschalteten Titeln einen auswählen, der anderen Spielern zusammen mit dem Namen des Spielercharakters angezeigt wird.

## Kosten
Wie bei anderen Onlinespielen, fielen monatliche Gebühren an, die per Kreditkarte, Lastschriftverfahren oder Guthabenkarte beglichen werden konnten. Abhängig von der erworbenen Spieldauer beliefen sich die Kosten ab dem zweiten Monat auf etwa 13 Euro. Seit April 2010 war es nicht mehr notwendig, das Spiel selber zu kaufen.
Später gab es eine kostenlose Trial-Phase. Hier konnte bis zur Einstellung der Server zeitlich unbegrenzt bis zu Level 10 gespielt werden.

## Spielversionen
Warhammer Online ist in einer Standard- und einer in der Stückzahl limitierten „Collector’s Edition“ erhältlich. Die „Collector’s Edition“ enthält zusätzlich ein Buch zur Kunst von Warhammer Online, einen Comic, ein Mauspad und eine Miniatur „Grumlok & Gazbag“. Außerdem war es möglich, beide Versionen vorzubestellen und so Zugang zum offenen Betatest, einen früheren Spieleinstieg und besondere Gegenstände im Spiel zu bekommen.
Weiterhin wird zwischen den einzelnen Vertreibern bzw. Vertriebsregionen unterschieden. Während die europäische Version die jeweiligen Lokalisierungen für diese Region enthält, findet sich in der nordamerikanischen Ausgabe beispielsweise lediglich die englische Sprachversion.
Jedes Exemplar des Spiels kann zudem nur jeweils in der ihm zugehörigen Region genutzt werden. Es ist also zum Beispiel nicht möglich, mit einem in Europa erworbenen Spiel auf den Spielservern für Ozeanien zu spielen.

## Geschichte
Einen ersten Versuch, die Welt von Warhammer als MMORPG umzusetzen, unternahm der Spieleentwickler Climax Online bereits ab dem Jahr 2000. Das Projekt wurde allerdings von Games Workshop aufgrund der erwarteten Kosten 2004 nicht weiter unterstützt. Climax versuchte daraufhin, die Entwicklung auf eigene Kosten fortzusetzen, musste dies jedoch unter anderem aus rechtlichen Gründen zum Jahresende aufgeben.
Im folgenden Jahr gelang es dem amerikanischen Entwicklungsstudio Mythic Entertainment, sich die wieder verfügbare Lizenz zu sichern und in enger Zusammenarbeit mit Games Workshop einen erneuten Versuch zu wagen.
Ursprünglich bereits für 2007 angekündigt, musste die Veröffentlichung des Titels mehrmals bis zum Herbst 2008 verschoben werden. Gründe dafür waren unter anderem komplette Konzeptänderungen, die als Reaktion auf Betatester umgesetzt wurden.
Am 18. September 2013 kündigten die Entwickler Mythic an, dass der Serverbetrieb und somit das Spiel am 18. Dezember 2013 eingestellt werde. Der offiziell genannte Grund für die Abschaltung des Spiels sei das Auslaufen des Lizenzvertrags mit Games Workshop an besagtem Datum. Als weiteren Grund vermutete die Presse stetig sinkende Nutzerzahlen.
Seit dem 14. Juni 2014 gibt es einen aktiven Privatserver "Return of Reckoning". Dieser Server ist ein Free-To-Play Community-Projekt.

## Auszeichnungen
Warhammer Online hat bereits vor Veröffentlichung zahlreiche Auszeichnungen erhalten, darunter mehrfach als meisterwartetes Spiel.
| 2006                                         | 2007                                                                   | 2008                                                 |
| -------------------------------------------- | ---------------------------------------------------------------------- | ---------------------------------------------------- |
| MMORPG.com: Beste Umsetzung einer Lizenz     | China Joy 2003–2007: Bestes fremdsprachiges Onlinespiel                | MMORPG.com: Best new Game of 2008                    |
| Game Amp: Best of Show                       | Ten Ton Hammer: Bestes Fantasy-MMO                                     | Best of GamesConvention: Bestes Onlinegame           |
| Game Amp: Beste Beute                        | Ten Ton Hammer: Best of Show                                           | IGN PC: Best of E3 2008 – Bestes MMO                 |
| Game Daily: Nod Award                        | Beckett Massive Online Game Reader’s Choice Award: Meisterwartetes MMO | Voodoo Extreme: E3 2008 – Bestes MMO                 |
| Voodoo Extreme: Bestes MMO                   | Warcry’s Editor’s Choice: Meisterwartetes Spiel 2007                   | GameSpy: Best of E3 2008 – Top 10 PC Game            |
| Gamespot Editor’s Choice: Beste Präsentation | MMORPG.com Readers Choice: Meisterwartet                               | G4TV: Best of E3 – PC                                |
| Ten Ton Hammer: Editor’s Choice Award        |                                                                        | Warcry’s Editor’s Choice: Meisterwartetes Spiel 2008 |